# Narayankhed
Narayankhed es una ciudad censal situada en el distrito de Sangareddy en el estado de Telangana (India). Su población es de 15610 habitantes (2011). 

## Demografía
Según el censo de 2011 la población de Narayankhed era de 15610 habitantes, de los cuales 7963 eran hombres y 7647 eran mujeres. Narayankhed tiene una tasa media de alfabetización del 75,31%, superior a la media estatal del 67,02%: la alfabetización masculina es del 83,69%, y la alfabetización femenina del 66,63%.